# Arnaud Bernard du Pouget
Pour les articles homonymes, voir Pouget.
Arnaud Bernard du Pouget, ou du Piret, est un cardinal français né au Pouget en Occitanie et décédé en septembre 1368 à Viterbe. Il est un arrière-petit-neveu du pape Jean XXII et un petit-neveu du cardinal Bertrand du Pouget (1316).[réf. nécessaire]

## Repères biographiques
Arnaud Bernard du Pouget est doyen de Saint-Étienne-de-Tescou (sur demande de son grand-oncle, le cardinal), chanoine de Tours, Metz et Bourges et prébendaire de Lodève. Du Pouget est élu archevêque d'Aix en 1348 et nommé patriarche latin de Constantinople et administrateur apostolique de Montauban en 1361.
Du Pouget est créé cardinal par le pape Urbain V lors du consistoire du 22 septembre 1368 juste avant de mourir.